# Коваленко, Григорий Иванович
Григорий Иванович Коваленко — командир отделения 40-го отдельного гвардейского сапёрного батальона (33-я гвардейская стрелковая дивизия, 2-я гвардейская армия, 4-й Украинский фронт), гвардии сержант, впоследствии старшина роты 91-го гвардейского стрелкового полка (33-я гвардейская стрелковая дивизия, 39-я армия, 3-й Белорусский фронт), гвардии старший сержант.

## Биография
Григорий Иванович Коваленко родился в крестьянской семье в селе Беловодское Лебединского уезда Харьковской губернии (в настоящее время Роменского района Сумской области Украины). Окончил 4 класса начальной школы и строительное училище. Работал на строительстве Куйбышевской ГЭС.
В мае 1941 года Ростовским облвоенкоматом был призван в ряды Красной армии. На фронтах Великой Отечественной войны с первых дней.
В боях за освобождение Крыма 19 апреля 1944 года гвардии сержант Коваленко под сильным артиллерийско-миномётным огнём участвовал в строительстве моста через реку Бельбек для пропуска воинских частей и автотранспорта. В условиях сильного течения реки он устанавливал сваи и рамы моста. Приказом по 33-й гвардейской стрелковой дивизии от 20 апреля 1944 года он был награждён медалью «За боевые заслуги».
В ночь на 8 мая 1944 года в 500 метрах от села Камышлы (северо-восточнее Севастополя) под ураганным огнём противника гвардии сержант Коваленко проделал проходы в проволочных заграждениях противника и снял 22 мины типа «S» Проделав проходы, Коваленко первым ворвался в окопы противника и автоматным огнём поддержал наступление пехоты. Приказом по 33-й гвардейской стрелковой дивизии от 15 мая 1944 года он был награждён орденом Славы 3-й степени.
7 октября 1944 года возле хутора Кляйштяй (в 16 км северо-западнее Кельми в Литве) гвардии сержант Коваленко в бою убил водителя машины, пытавшегося вывести её из-под огня. Он захватил машину с оперативными документами, раскрывшими замыслы и дислокацию противника. Приказом по 2-й гвардейской армии от 19 ноября 1944 года он был награждён орденом Славы 2-й степени.
В боях за Восточную Пруссию возле Кёнигсберга 2 февраля 1945 года в населённом пункте Метгеттен (в настоящее время посёлок имени Александра Козьмодемьянского в Калининграде) в одном из домов находилась засада, которая огнём крупнокалиберного пулемёта и автоматов преградила путь к побережью стрелковым подразделениям. Старший сержант Коваленко скрытно подобрался к дому, поджёг его и огнём автомата начал уничтожать разбегающихся солдат противника. Всего им было уничтожено 9 солдат и двое взято в плен. Тем самым он дал возможность оседлать перекрёсток дорого и обеспечить войскам выход к морю. Указом Президиума Верховного Совета СССР от 19 апреля 1945 года он был награждён орденом Славы 1-й степени.
Гвардии старший сержант Коваленко был демобилизован в ноябре 1945 года. Жил в городе Новошахтинске Ростовской области. Работал начальником коммунального треста, горным мастером в шахтоуправлении «Степановское».
Григорий Иванович Коваленко трагически погиб в дорожном происшествии 21 декабря 1958 года.

## Память
На доме, где он жил, установлена мемориальная доска.